# Cena Ludvík
Cena Ludvík vznikla jako anketa fanoušků (fanů) určená pro oceňování autorů, překladatelů a editorů literatury SF, fantasy a hororu. Od roku 1987 byli Cenou Ludvík odměňováni i aktivní členové Československého fandomu.

## Vznik ankety
Příznivci z různých měst, kde v období let 1982–1983 vznikaly četné kluby SF, zorganizovali anketu přes svou organizaci Československý fandom a pojmenovali ji Ludvík, čímž uctili památku spisovatele SF Ludvíka Součka. Byla určena jako ocenění uplynulého roku a předávána slavnostně na nejbližším Parconu. Cena měla v době vzniku tři kategorie
- Původní česká a slovenská SF (a)
- Překladová SF (p)
- Ocenění nejaktivnějších členů fandomu, editoři (e)

Od roku 1996 anketu nahradila Akademie Science Fiction, Fantasy a Hororu a Cena Ludvík je udělována převážně za práci ve prospěch Čs. fandomu.

## Držitelé ceny
- 1984
  - Vojtěch Kantor – Lidé ze souhvězdí Lva (e), Železo přichází z hor (e)
  - Ivo Železný – Experiment člověk (e)
- 1985
  - Ivo Železný – Stalo se zítra (e)
  - Zdeněk Volný – Setkání s Rámou (p)
  - Zdeněk Volný – za uvedení SF do Světové literatury
- 1986
  - Ondřej Neff – Vejce naruby (a)
  - Hviezdoslav Herman – 10 x scifi (e)
- 1987
  - Jaroslav Veis – Moře času (a)
  - Miroslav Jindra – Zpěv drozda (p)
  - Zdeněk Rampas – za práci pro fandom
- 1988
  - Ondřej Neff – Čtvrtý den až navěky (a)
  - Otakar Kořínek – Zničený muž (p)
  - Nakladatelství Smena – za vydávání SF edice
- 1989
  - František Novotný – Nešťastné přistání (a)
  - Anna Smiková – Planeta exilu (e)
  - Pavel Nosek – za práci pro fandom
- 1990
  - Ondřej Neff – Měsíc mého života
  - Jindřich Smékal
- 1991
  - Vilma Kadlečková – Na pomezí Eternaalu
  - Tom a Radka Jirkovští
- 1992
  - George P. Walker (pseudonym Jiřího Walkera Procházky) – Ken Wood a meč krále D'Sala
  - Klub Hexaedr
- 1993
  - Jaroslav Jiran – Živé meče Ooragu
  - Martin „Šimon“ Schuster
- 1994
  - Teodor Rotrekl – Svět fantasie (obrazové album)
  - Jan Jam“ Oščádal
- 1995
  - František Novotný – Dlouhý den Valhaly.[1]
  - František Moravec – za práci pro fandom
- 1996
  - Ivan Adamovič – za práci pro fandom
- 1997
  - Peter Pavelko – za práci pro fandom
- 1998
  - Pavel Mikuláštík – za práci pro fandom
- 1999
  - Mirek Dvořák – za práci pro fandom
- 2000
  - Václav Pravda – pořádání conů
- 2001
  - Petr „Pagi“ Holan – za práci pro fandom
- 2002
  - Kočovná divadelní společnost Richarda Klíčníka – nastudování a provedení divadelního představení hry Terryho Pratchetta
- 2003
  - Organizátoři Istroconu 2002 Henrieta Galgóciová a Ivan Aľakša
- 2004
  - Zdeněk „Tunelář“ Zachodil – za pořádání Fenixconu
- 2005 – neudělena
- 2006
  - Milan Zachodil – za tvorbu několika conanovských férií na Fenixconech
- 2007
  - Tomáš Němec – redaktor časopisu Pevnost
- 2008 
  - Kolektiv LEGIE – databáze knih Fantasy a Sci-Fi[2]
- 2009
  - Hanina Veselá a Darth Zira (Scarlett Rauschgoldová)
- 2010
  - Petr „Hadati“ Čáp – za práci pro fandom
- 2011
  - Vlado Ríša – redaktor časopisu Ikarie a XB1
- 2012
  - Ján Žižka – za fotodokumentaci fandomových akcí
- 2013
  - Martin Králik, Róbert Win Žittňan – za organizaci Parconu 2012
- 2014
  - Ľubomír „Dáreček“ Záborský – za fotodokumentaci fandomových akcí a práci v SF klubu Andromeda (pořádání soutěže O stříbřitě lesklý halmochron)
- 2015
  - Ivan Adamovič – za dokončení Kronik české science fiction
- 2016
  - Egon Čierny – za dlouholeté pořádání pravidelných veřejných schůzí Klubu Julese Vernea, spojených se zajímavými přednáškami
- 2017
  - Roman Hruška – a kolektiv pořadatelů Fénixconu
- 2018
  - nakladatelství Zdeněk Rampas – Nová vlna – za vydání knihy Františka Novotného Hvězdné hry
- 2019
  - SF klub KLF Ostrava – za uspořádání Parconu 2018 v Bílovci
- 2020
  - Jiřina Vorlová – za vydání deseti sborníků Kočas
- 2021
  - Aleš Koval – za pořádání internetových přednášek na SF témata v době lockdownu
- 2022
  - Josef „Pepino“ Vašát – za uspořádání výstavy o Jaroslavu Mosteckém
- 2023
  - Stanislav „Strejda“ Otava – za přínos k organizaci Bilconu 2022
- 2024
  - Robert Waschka – za přínos k programu a organizaci Fénixconu 2023